# 小樽掖済会病院
小樽掖済会病院（おたるえきさいかいびょういん）は、公益社団法人日本海員掖済会が北海道小樽市設置する病院。

## 沿革
- 1908年（明治41年） - 海員寄宿所開設[1]。
- 1944年（昭和19年） - 小樽市色内に開設。
- 1973年（昭和48年） - 新病棟（本館）建築[2]。
- 1996年（平成08年） - 小樽掖済会病院附属古平診療所開設[3]。
- 2003年（平成15年） - 古平診療所が元気プラザ（古平町高齢者総合支援センター）横に新築移転[3]。
- 2007年（平成19年） - 消化器病センター開設。
- 2015年（平成27年） - 現在地（稲穂1-4-1）に新築移転[4]。
- 2016年（平成28年）- 古平診療所閉院[3]。
- 2020年（令和2年） - 公益社団法人に移行。

## 診療指定等
（下表の出典）
| 保険医療機関                                   | 労災保険指定医療機関                                     | 指定自立支援医療機関（更生医療） |
| 身体障害者福祉法指定医の配置されている医療機関 | 生活保護法指定医療機関                                   | 結核指定医療機関                 |
| 特定疾患治療研究事業委託医療機関               | 難病の患者に対する医療等に関する法律に基づく指定医療機関 | 原子爆弾被害者医療指定医療機関   |
| 無料低額診療事業実施医療機関                   |                                                          |                                  |

- 救急告示病院（二次救急）[6]
- 船舶無線医療指定病院[7]
- 公益財団法人日本医療機能評価機構認定病院[8]

## 診療科等
診療科
- 消化器内科
- 外科・肛門科
- 整形外科　（休診）
- 麻酔科

専門外来
- 乳腺外来
- ピロリ菌専門外来
- ストーマ外来

センター
- 消化器病センター

部門
- 看護部
- 薬剤部
- 放射線部
- 臨床検査部
- リハビリテーション部
- 栄養部
- 臨床工学室

## 交通アクセス・駐車場
- JR函館本線「小樽駅」・北海道中央バス小樽ターミナルから徒歩約7分[9]
- 駐車場あり（48台）[10]